# Ardisia hypargyrea
Ardisia hypargyrea är en viveväxtart som beskrevs av Cheng Yih Wu och C. Chen. Ardisia hypargyrea ingår i släktet Ardisia och familjen viveväxter. Inga underarter finns listade i Catalogue of Life.